# Place Stanislas
La place Stanislas ("piazza Stanislao"), è un complesso settecentesco della città di Nancy, nella regione francese della Lorena.
È realizzazione dell'architettura barocca settecentesca, inserita dal 1983 nel patrimonio mondiale dall'UNESCO.
La piazza fu voluta dall'ultimo duca di Lorena Stanislao Leszczyński come place Royale, in onore del genero Luigi XV di Francia e venne costruita fra il 1751 e il 1755 sotto la direzione dell'architetto Emmanuel Héré. Dal 1831 porta il nome attuale in ricordo del suo costruttore.
La piazza presenta vaste proporzioni (106 m per 124 m) ed è circondata da edifici in stile classico francese. Ha il ruolo di cerniera urbanistica tra due quartieri all'epoca distinti: la città vera e propria (detta anche "città vecchia") e il quartiere "Charles III", voluto da Carlo III di Lorena nel XVII secolo ("città nuova").
L'insieme monumentale intendeva rimarcare il ruolo della città come capitale della Lorena e il potere ducale che beneficiava ancora di numerose istituzioni indipendenti.

## Storia e descrizione

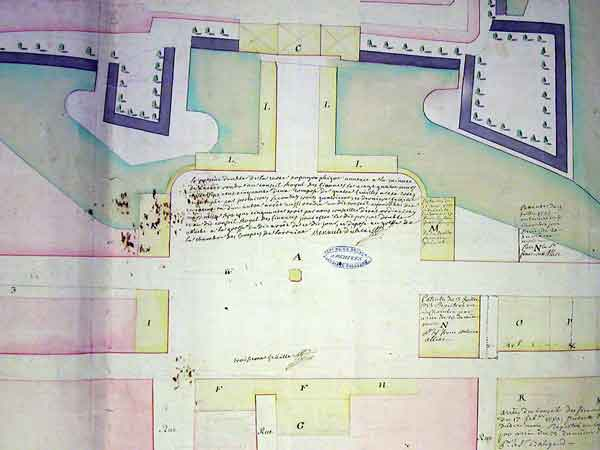
le vecchie fortificazioni

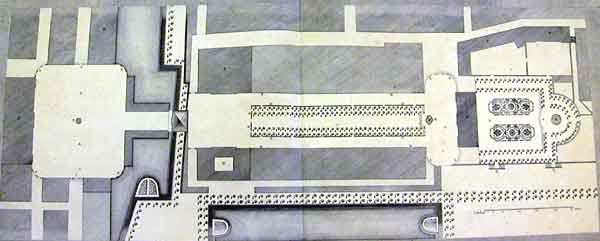
Progetto di place Royale e di place de la Carrière

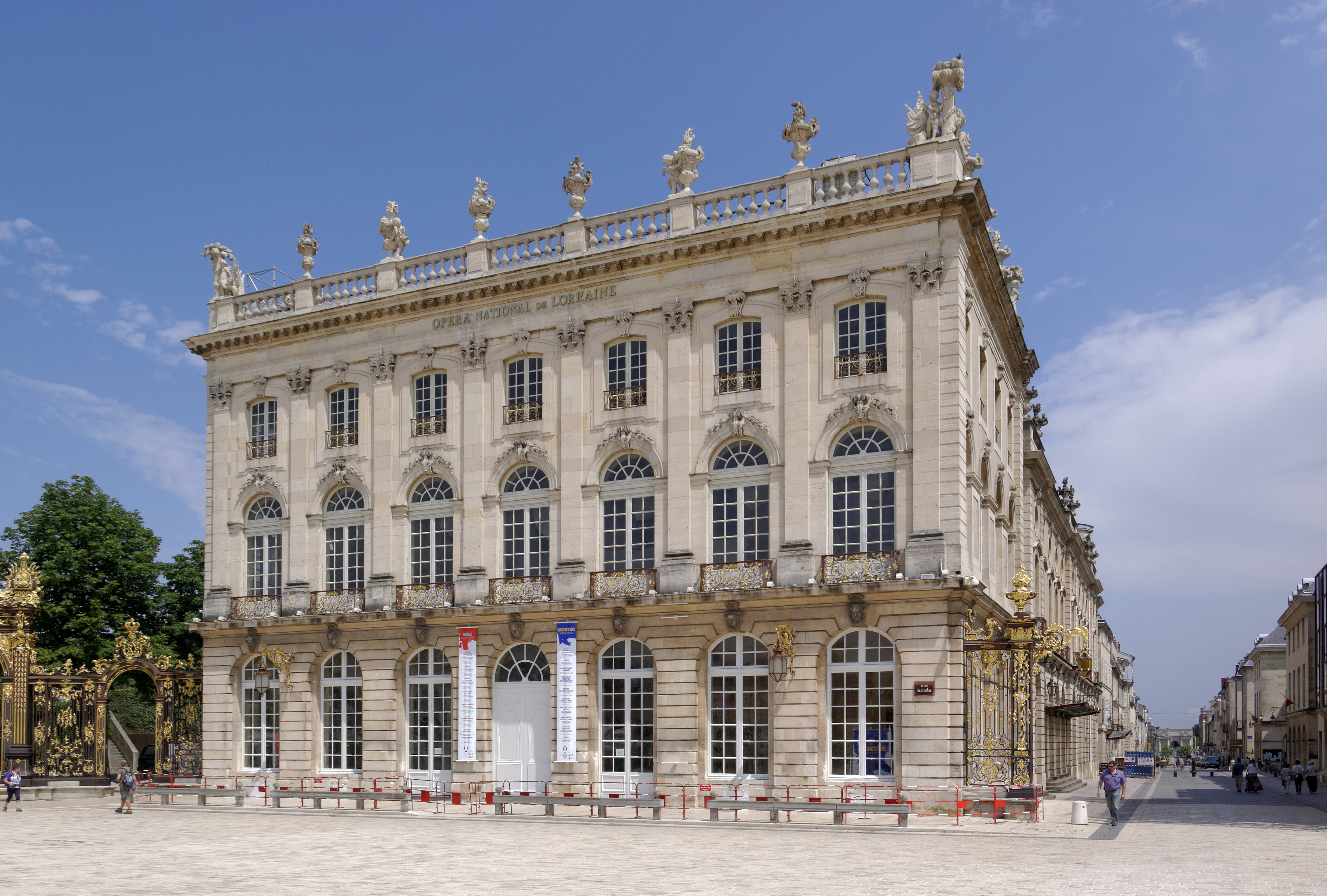
gli edifici della piazza; a sinistra il teatro dell'Opéra national de Lorraine

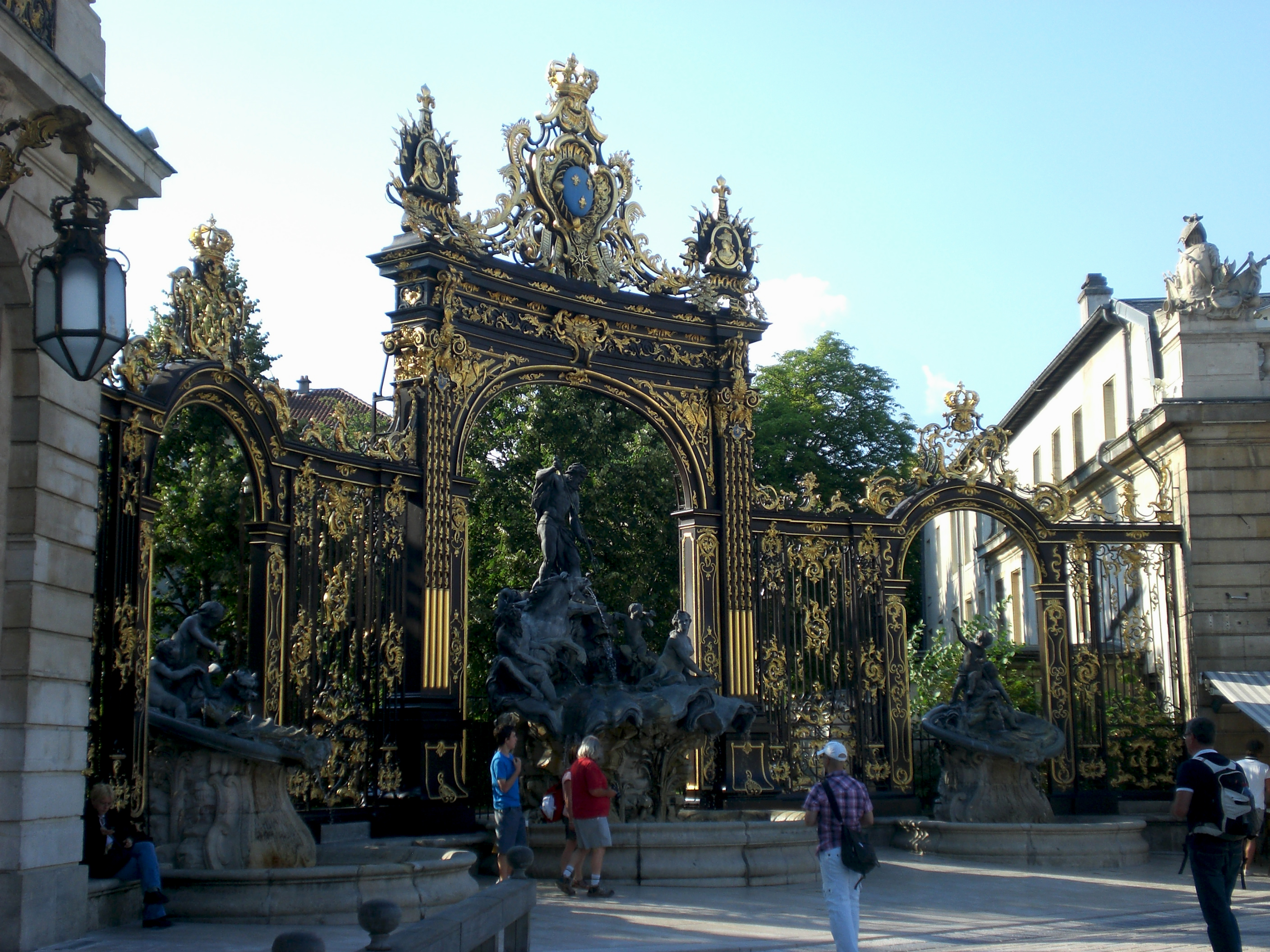
la Fontana di Nettuno

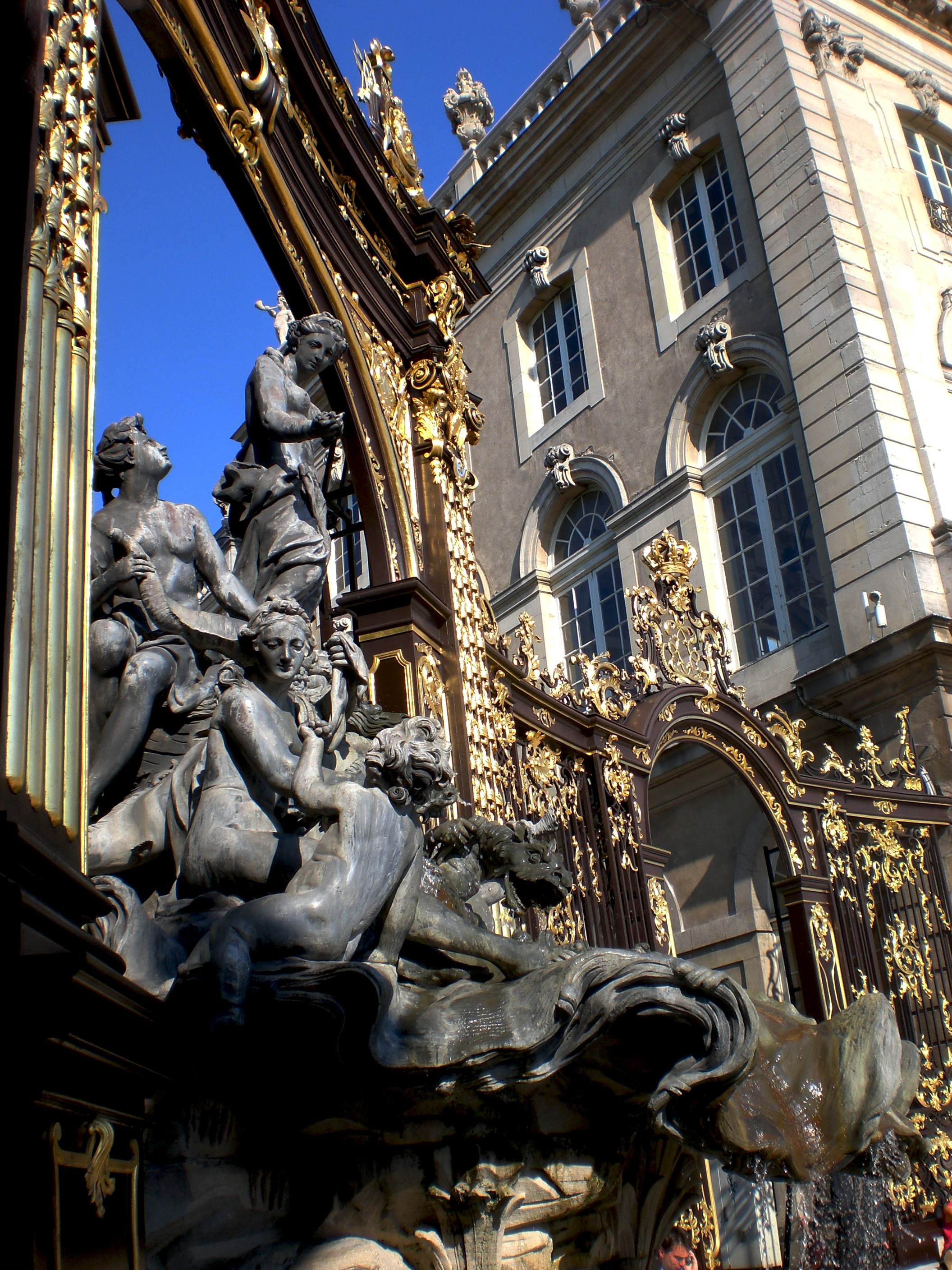
la Fontana di Anfitrite

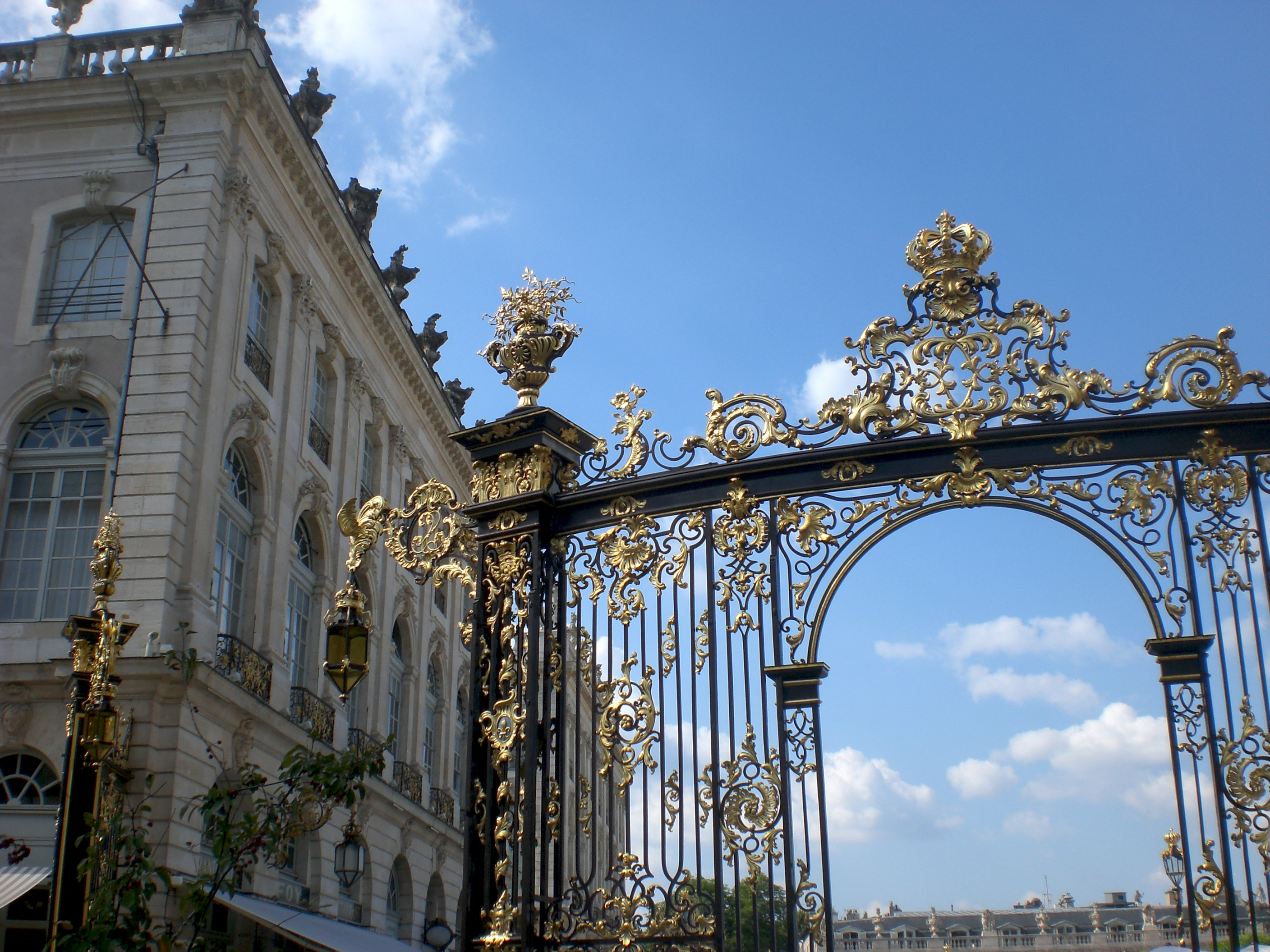
le cancellate di Jean Lamour

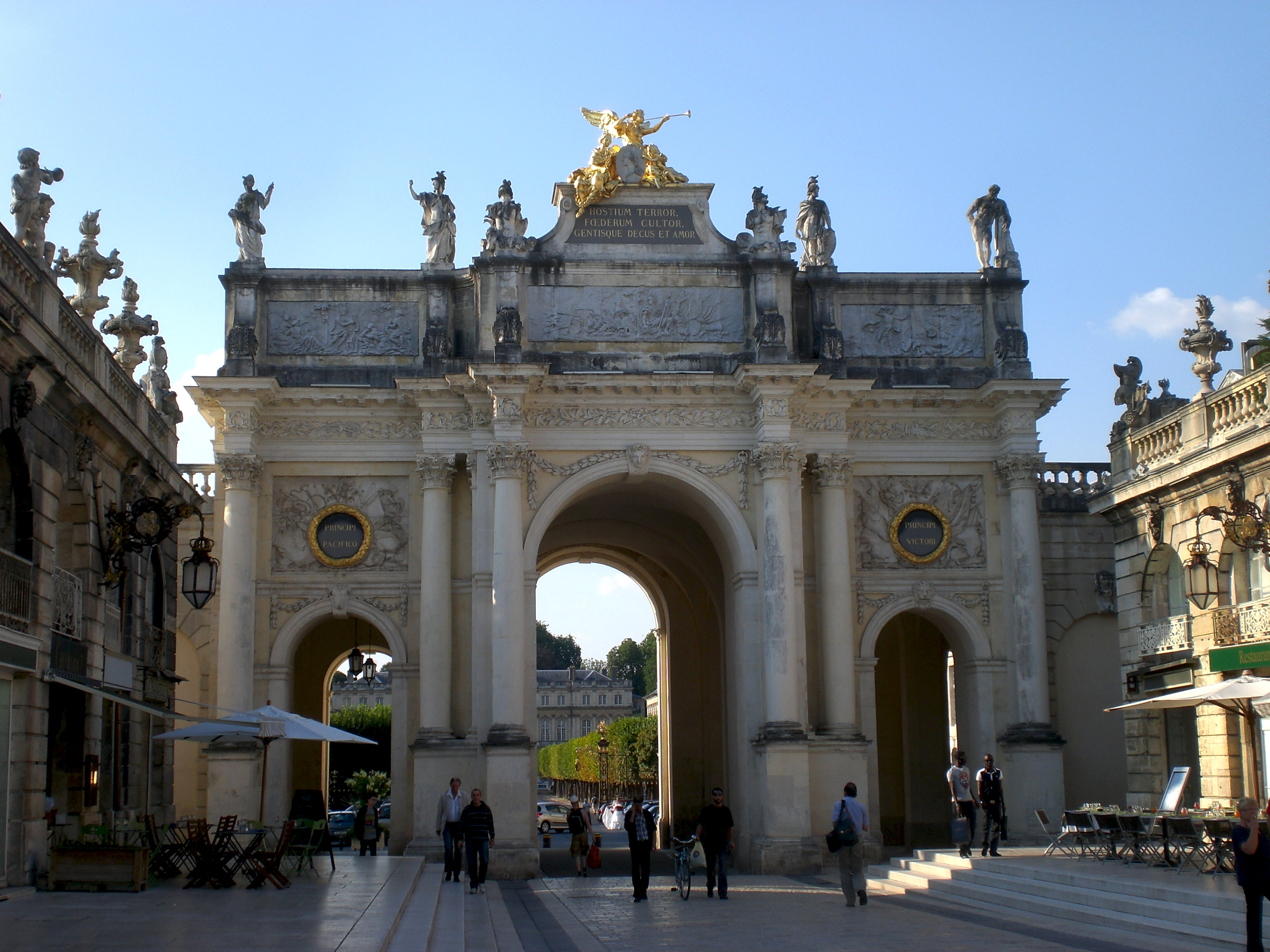
Arco Héré

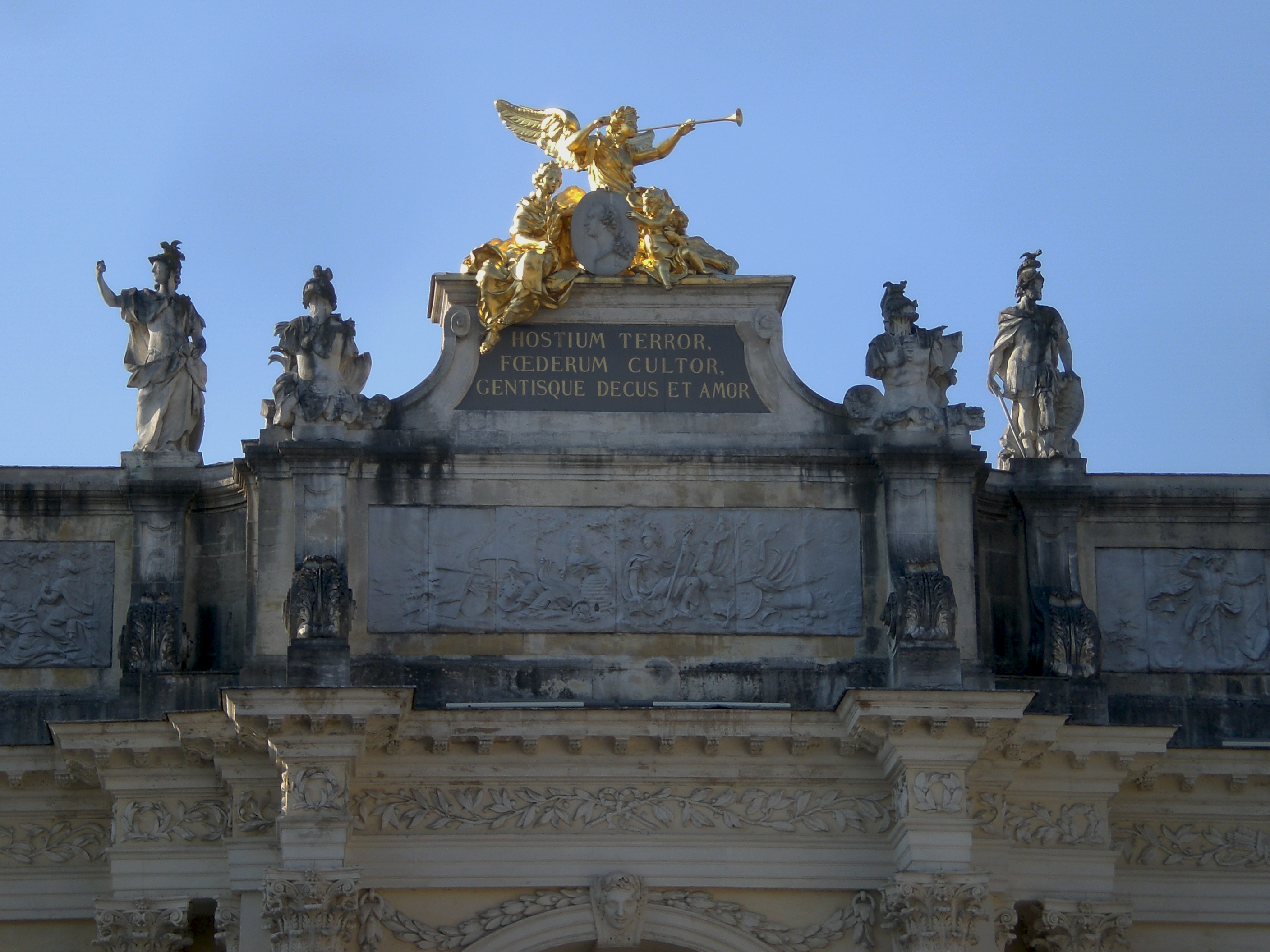
il gruppo scultoreo della Gloria sull'Arco Héré

Nel quadro delle manovre politiche seguite alla guerra di successione polacca atte ad annettere il ducato di Lorena al Regno di Francia, Stanislao Leszczyński, re spodestato di Polonia e suocero del re Luigi XV di Francia, ricevette nel 1737 il ducato in vitalizio.
Il duca Leopoldo di Lorena aveva già intrapreso la ricostruzione del ducato in seguito ai danni subiti dalle guerre precedenti e si era circondato di una serie di architetti e artisti, come la famiglia Mique, Barthélemy Guibal, Jean Lamour e soprattutto Germain Boffrand, maestro di Emmanuel Héré.
Stanislao trovò quindi un'équipe di valenti artisti al suo arrivo in Lorena, che influenzò personalmente con le nuove tendenze dell'arte barocca dell'Europa centrale, apportando quel vento d'innovazione nello stile regionale che servirà d'ispirazione anche per altre costruzioni nel resto della Francia.

### Il sito all'epoca
Nella metà del XVII secolo, una vasta spianata separava la "città vecchia" e la "città nuova" di Nancy. Per il quartiere "Charles III" le fortificazioni erano state sostituite da un semplice muro di cinta, ma le comunicazioni fra le due parti erano ostacolate dalla presenza dei bastioni della "città vecchia", che nel 1725-1729 il re di Francia aveva vietato al duca Leopoldo di abbattere. La porte Royale, aperta nel XVII secolo, costituiva un imbuto che rallentava la viabilità. Nell'agosto del 1746 l'accesso alla porta venne migliorato, sostituendo il ponte sui fossati con una vera strada.
Da un lato della porta si apriva la place de la Carrière, uno spazio allungato creato nel XVI secolo per la corsa dei tornei. Era contornato da case sorte senza un progetto architettonico, ma anche da edifici come il palazzo de Beauvau-Craon, costruito da Germain Boffrand. 
Dall'altro lato della porta era un terreno incolto con qualche abitazione ricavata sulle vecchie fortificazioni, un tempo usato come esposizione dei condannati alla gogna. Ai fianchi la porta si congiungeva ai due bastioni d'Haussonville e di Vaudémont.

### Progetti
Nel 1751 Stanislao Leszczyński convocò al castello di Lunéville, residenza ducale, il sovrintendente della polizia di Nancy Nicolas Durival, per annunciargli il suo progetto di costruzione di una nuova piazza. Era un progetto ambizioso volto, da un lato, a onorare il proprio genero, il re Luigi XV di Francia che aveva sposato sua figlia, Maria Leszczyńska, e quindi attirarne i favori, e dall'altro a provocare meraviglia presso i lorenesi per renderli ben disposti ad accoglierlo come sovrano.
La piazza era destinata a diventare cuore e centro della città, dove sarebbero stati raccolti tutti gli uffici amministrativi, e luogo di cerimonie e feste popolari all'incrocio dei due assi principali cittadini. A nord due strade perfettamente allineate secondo un asse est-ovest conducevano alla piazza e alle loro estremità, vennero progettate due porte: porta Saint-Stanislas e porta Sainte-Catherine. L'asse nord-sud andava dalla "città vecchia" (Palazzo Ducale), al nuovo municipio, attraversando il nuovo arco di trionfo, destinato a sostituire la vecchia "porte Royale".
Durante la guerra di successione austriaca, fra il 1743 e il 1744, i dintorni di Nancy vennero minacciati e di conseguenza il progetto di aprire un varco nei bastioni all'altezza della porte Royale venne fortemente contestato dal maresciallo de Belle-Isle, responsabile militare dei Tre Vescovadi di Metz, Toul e Verdun, e da Marc-Pierre de Voyer de Paulmy d'Argenson, segretario di stato alla guerra, che volevano mantenere Nancy come città fortificata.
Allora Stanislao pensò di modificare il luogo in cui doveva sorgere la nuova piazza e di ricostruire la piazza del Mercato nella "città nuova", distruggendo il vecchio municipio che si trovava di fronte alla chiesa di San Sebastiano. I commercianti del quartiere tuttavia si opposero al progetto.
Si arrivò quindi a scegliere nuovamente il sito di fronte alla porte Royale con un compromesso: il duca Stanislao s'impegnò a conservare intatte gran parte delle fortificazioni e dei fossati, limitandosi a mascherarli con interventi architettonici, influenzando notevolmente l'architettura della piazza; nonostante le contrarietà Stanislao procedette a una distruzione parziale del bastione d'Haussonville.

### La realizzazione
In un primo momento il progetto viene conferito a Jean-Nicolas Jennesson, ma ritenuto troppo "classico" venne poi affidato a Emmanuel Héré. 
La configurazione degli spazi rispetta i canoni dell'Architettura barocca classica ereditata da Jules Hardouin Mansart, dove gli edifici a piani e facciate regolari formano un insieme simmetrico e armonioso, ispirato ai grandi esempi di Place de la Concorde e Place Vendôme di Parigi, a Place de la Bourse di Bordeaux o alla stessa Reggia di Versailles. Ma qui il classicismo è temperato da eleganti apporti Rococò. Héré disegna le facciate in uno stile classico d'ordine corinzio con balconate e coronate da balaustre reggenti putti e vasi floreali. Il terzo lato della piazza, quello settentrionale verso le fortificazioni preesistenti, si compone di basse costruzioni ad arcate, alte non più di un piano, per motivi militari, atte a camuffare i bastioni di difesa.
Assoluta meraviglia della piazza è costituita dalle splendide cancellate in ferro battuto e dorato di Jean Lamour che uniscono gli edifici l'uno all'altro e dove negli angoli settentrionali sono incastonate le due fontane rococò di Nettuno e Anfitrite, opere sublime di Barthélemy Guibal. Al centro della piazza si ergeva, prima dell'abbattimento dai rivoluzionari, la statua a Luigi XV di Francia, opera di Barthélemy Guibal e Paul-Louis Cyfflé.
Il 18 marzo 1752 François Maximilien Ossolinski pone la prima pietra del primo edificio, il Pavillon Jacquet; il cantiere dotato di una manodopera di 400 operai durerà soli tre anni e mezzo. Il 26 novembre 1755 avrà luogo la solenne cerimonia d'inaugurazione della piazza alla presenza di tutte le autorità di Stato e di un'incredibile folla di lorenesi e stranieri. Per l'occasione il duca Stanislao commissionò alla troupe di Lunéville una rappresentazione per il nuovo Teatro. L'autore drammatico Charles Palissot de Montenoy scriverà Le Cercle ou les Originaux, questa farsa che denigra Jean-Jacques Rousseau, farà scandalo nei circoli filosofici.

## Gli edifici
- Hôtel de Ville, il Municipio è l'edificio maggiore della piazza, con la sua grandiosa facciata di 98 metri ne occupa tutto il lato sud.
- Hôtel de la Reine, sul lato sud-est venne costruito per l'intendente di Stato François-Antoine-Pierre Alliot e deve il suo nome a una visita, nel 1769, di Maria-Antonietta. Nel 1814 divenne la residenza dello zar di Russia, e dal 1929 è sede del Grand Hôtel de la Reine, albergo a quattro stelle.
- Teatro dell'Opéra national de Lorraine, sorge accanto al precedente nel lato nord-est. Venne eretto nel 1753 da Jean-François de La Borde, ma nel 1919 viene ricostruito su un progetto di Teatro all'italiana a opera di Joseph Hornecker, ispirato nei decori all'Opéra Garnier di Parigi. Dal primo gennaio 2006 è sede dell'Opéra national de Lorraine.
- Museo di Bellearti, di fronte al precedente, nel lato nord-ovest, ospitava originariamente un Collegio di Medicina e Chirurgia, in seguito il Théâtre de la Comédie, eretto nel 1758 ma distrutto da un incendio nel 1906, venne ricostruito e destinato a Museo.
- Pavillon Jacquet, sorge accanto al precedente, sul lato sud-ovest della piazza. Dimora borghese.

## Le Cancellate
I preziosi cancelli che uniscono gli edifici della piazza tra loro, furono eseguiti da Jean Lamour, fabbro del duca Stanislao Leszczyński.
Sono sei griglie che a coppie ornano la piazza incorniciando come archi trionfali le due fontane angolari, chiudendo come delle porte fiammanti gli angoli ai lati del Municipio e bordando come losanghe l'entrata in piazza delle due vie contrapposte Rue Stanislas e Rue Sainte-Catherine. Hanno meritato a Nancy l'appellativo di Ville aux Portes d'Or, "Città dalle Porte d'oro".
Di stile Rococò, come le fontane, le cancellate sono realizzate in Ferro battuto e dorato a Foglia oro; e secondo l'uso del tempo, imitanp nel disegno l'architettura. I motivi decorativi sono ispirati a fini nazionalistici, infatti compaiono le iniziali di Luigi XV di Francia e le sue insegne, foglie di quercia, simboleggianti la Forza, i Galli, simbolo degli antichi Galli guardano al Sole, rami d'olivo e Gigli di Francia. Le vignette ornamentali sono state eseguite da Dominique Collin.

## Le Fontane
Sul lato nord, agli angoli delle basse costruzioni dei padiglioni laterali, sono le due Fontane simmetriche rappresentanti Neptune (all'angolo nord-ovest) e Amphitrite (angolo di nord-est), incastonate nelle sontuose cornici delle cancellate di Jean Lamour. Con il loro stile Rococò rompono la classicità dell'insieme della piazza, infatti, come dei portici scenografici che chiudono gli angoli, smussandoli, in realtà sono stati concepiti per mascherare i fossati retrostanti delle fortificazioni. Si compongono di tre arcate, quella centrale con una luce di 15,30 metri accoglie la fontana principale dedicata agli dei, e due laterali, una per lato, con una luce di 10,40 metri, atte ad accogliere due fontane minori animate da putti. Le Fontane e i cancelli furono i primi elementi della piazza a essere classificati Monumento Storico di Francia, già il 12 luglio 1886.
La loro costruzione venne intrapresa nel 1751 ad opera di Barthélemy Guibal, il progetto originale da lui presentato l'anno prima al duca Stanislao prevedeva la loro realizzazione in bronzo, ma l'alto costo del materiale fece optare la scelta sul piombo.

## Arco Héré
Si erge sul lato nord, opposto al Municipio, tra le costruzioni basse dei padiglioni laterali atti a mascherare le precedenti fortificazioni. Apre la piazza nella prospettiva con Place de la Carrière e il Palazzo del Governatore. Venne costruito fra il 1753 e il 1755 da Emmanuel Héré abbattendo la Porte Royale eretta da Luigi XIV.
Il tema decorativo si rifà alla Guerra e alla Pace, simboleggiate da rami d'alloro e d'olivo, alludendo alla Battaglia di Fontenoy del 1745 e al Trattato di Aquisgrana del 1748. Elevato in ordine corinzio su un piedistallo si ispira all'Arco di Settimio Severo a Roma e alla Porte Saint-Antoine di Parigi eretta verso il 1660 da Jean Marot.
Originariamente venne integrato nelle fortificazioni mantenendo alla sommità il cammino di ronda, secondo scopi militari e le imposizioni del maresciallo Charles Louis Auguste Fouquet de Belle-Isle, questo spiega anche la notevole profondità della costruzione. A partire dal 1772 e nel 1847 venne liberato dei bastioni e, isolato, reso un vero arco di trionfo.
La faccia verso Place Stanislas è la più decorata; il cornicione di coronamento, presenta tre bassorilievi in marmo bianco presi dall'antica Porte Royale: "Apollo che tira con l'arco contro un drago", "Mercurio e Minerva sotto palme da datteri" e "Apollo che suona la lira con le Muse" con i rilievi sul tema della "Guerra" e della "Pace", porta le statue di Cerere, Minerva, Ercole e Marte. Al centro della cornice è un Acroterio sul quale è posto un gruppo di tre figure in piombo dorato della Gloria, Lorena e un genio reggenti il medaglione di Luigi XV di Francia.

## Galleria d'immagini

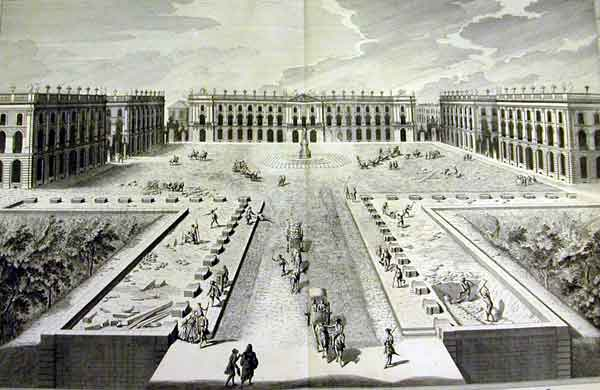
i lavori
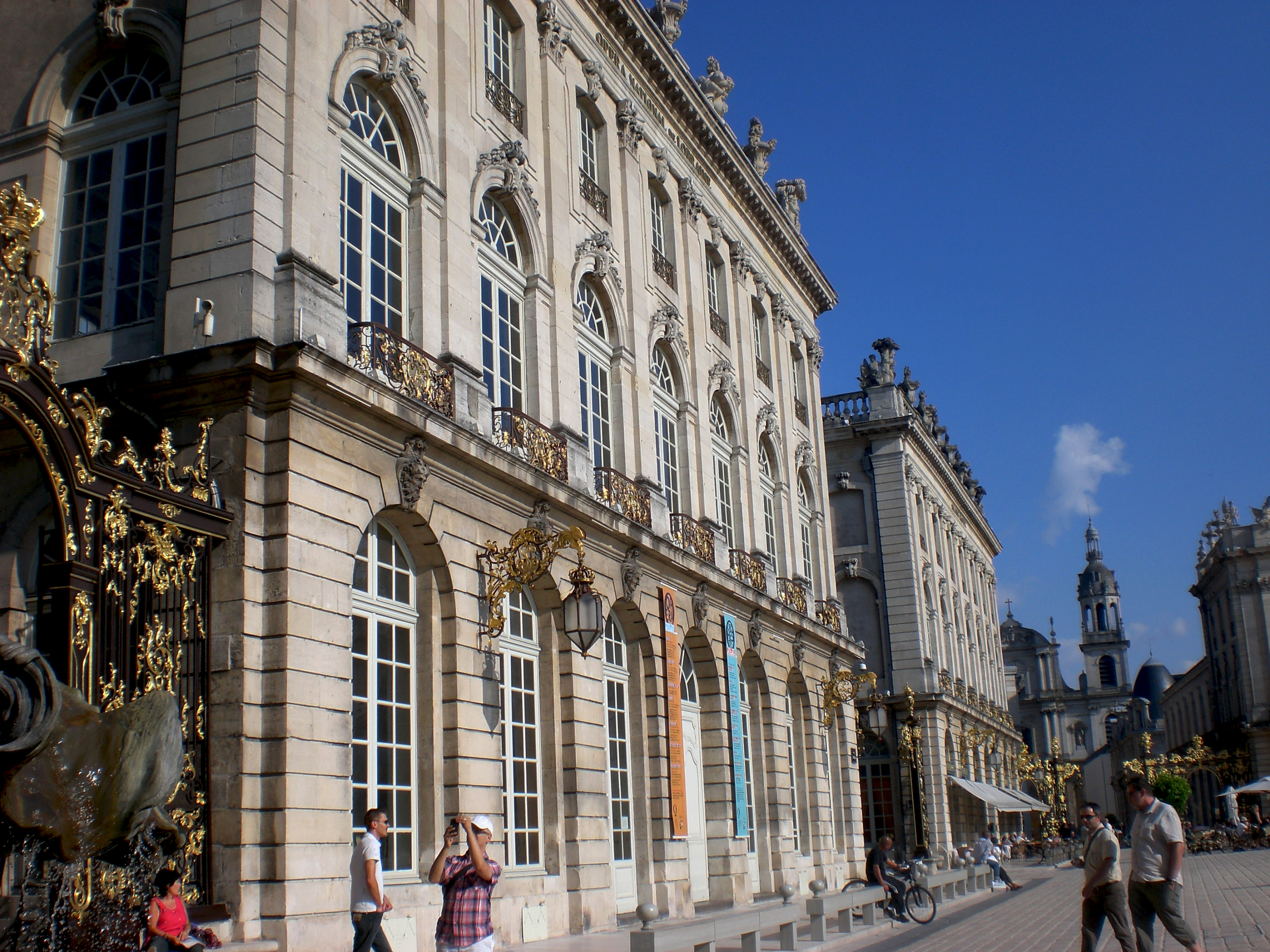
gli edifici del lato est
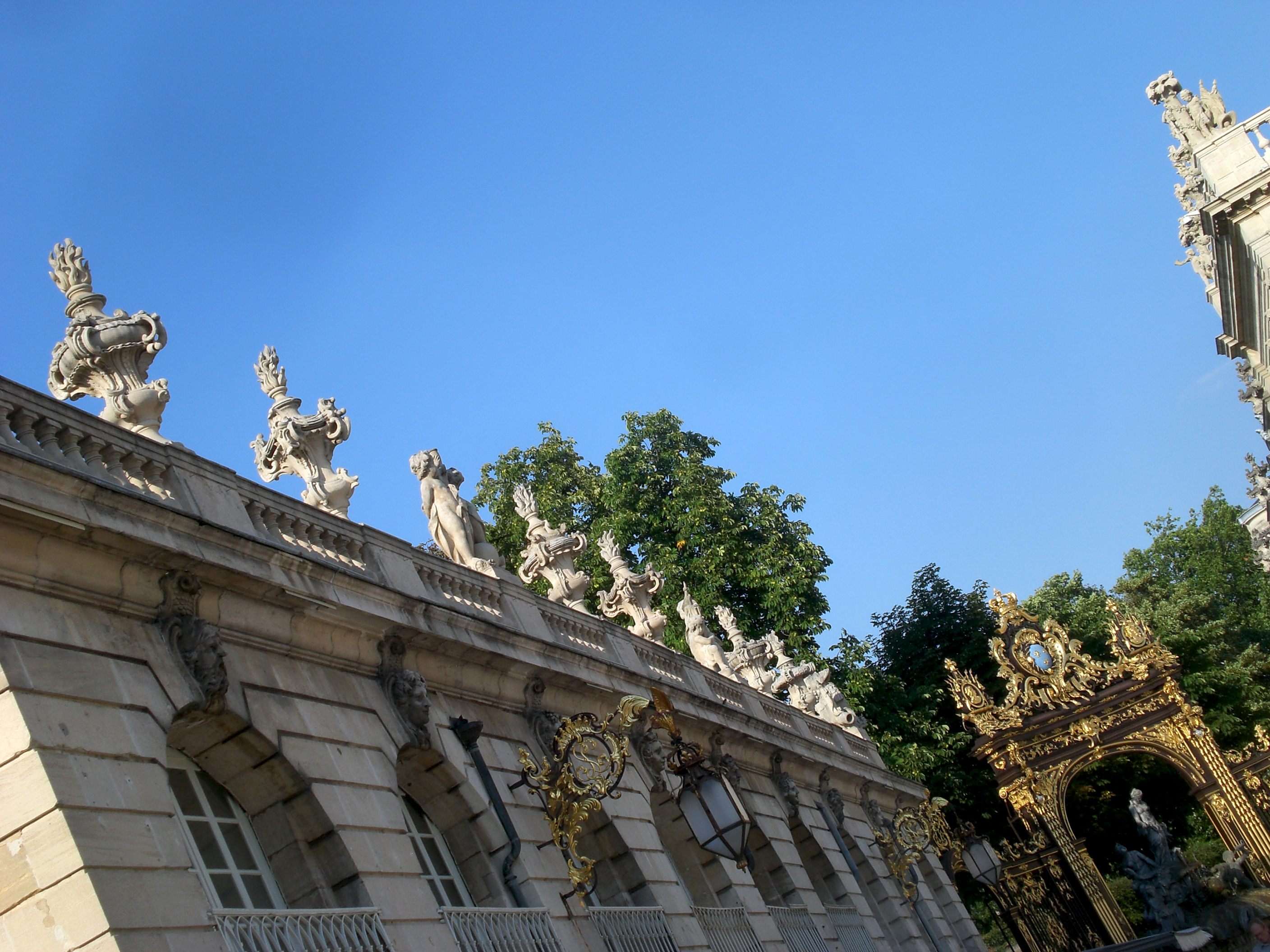
le basse costruzioni del lato nord
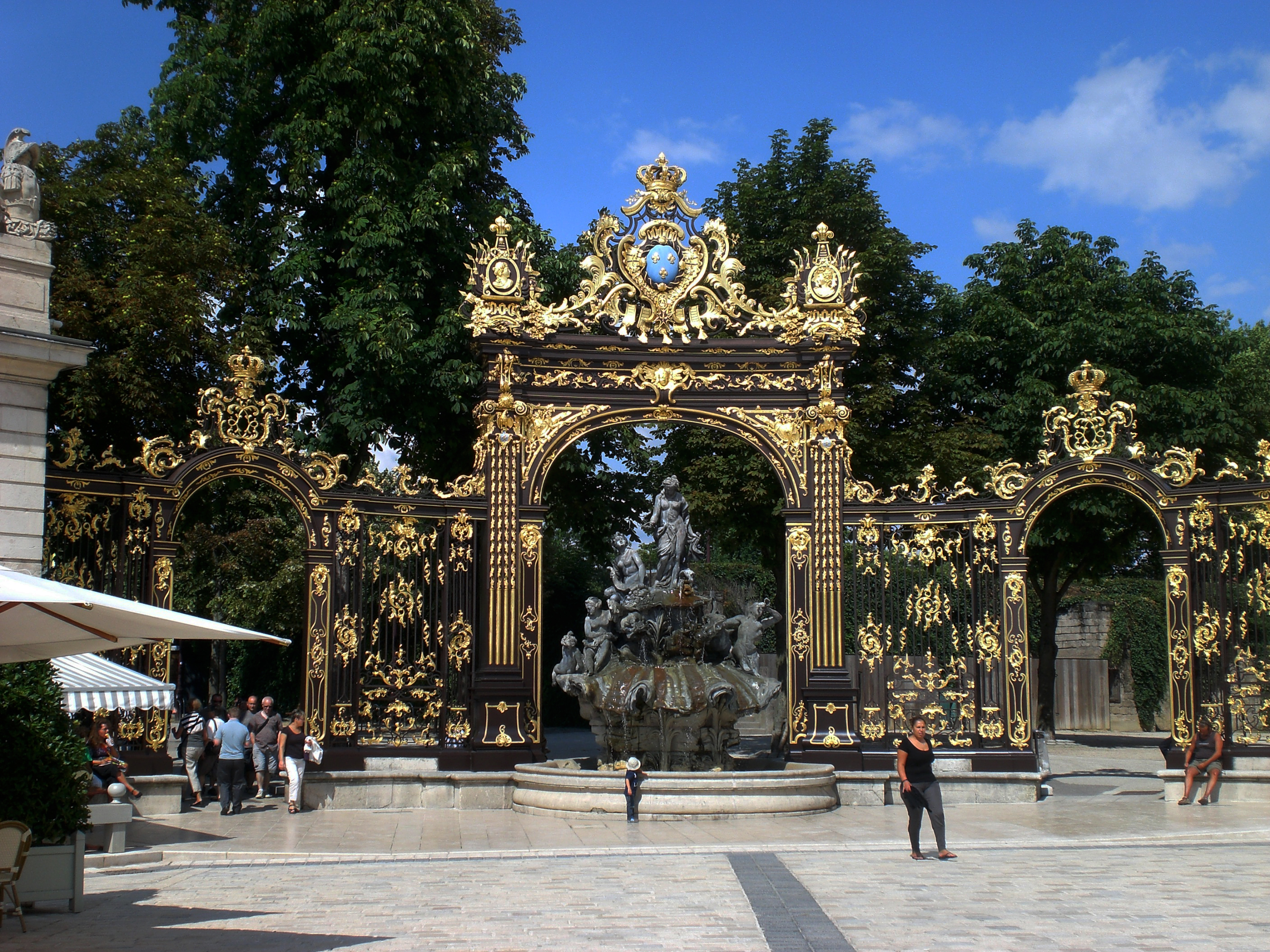
Fontana di Anfitrite
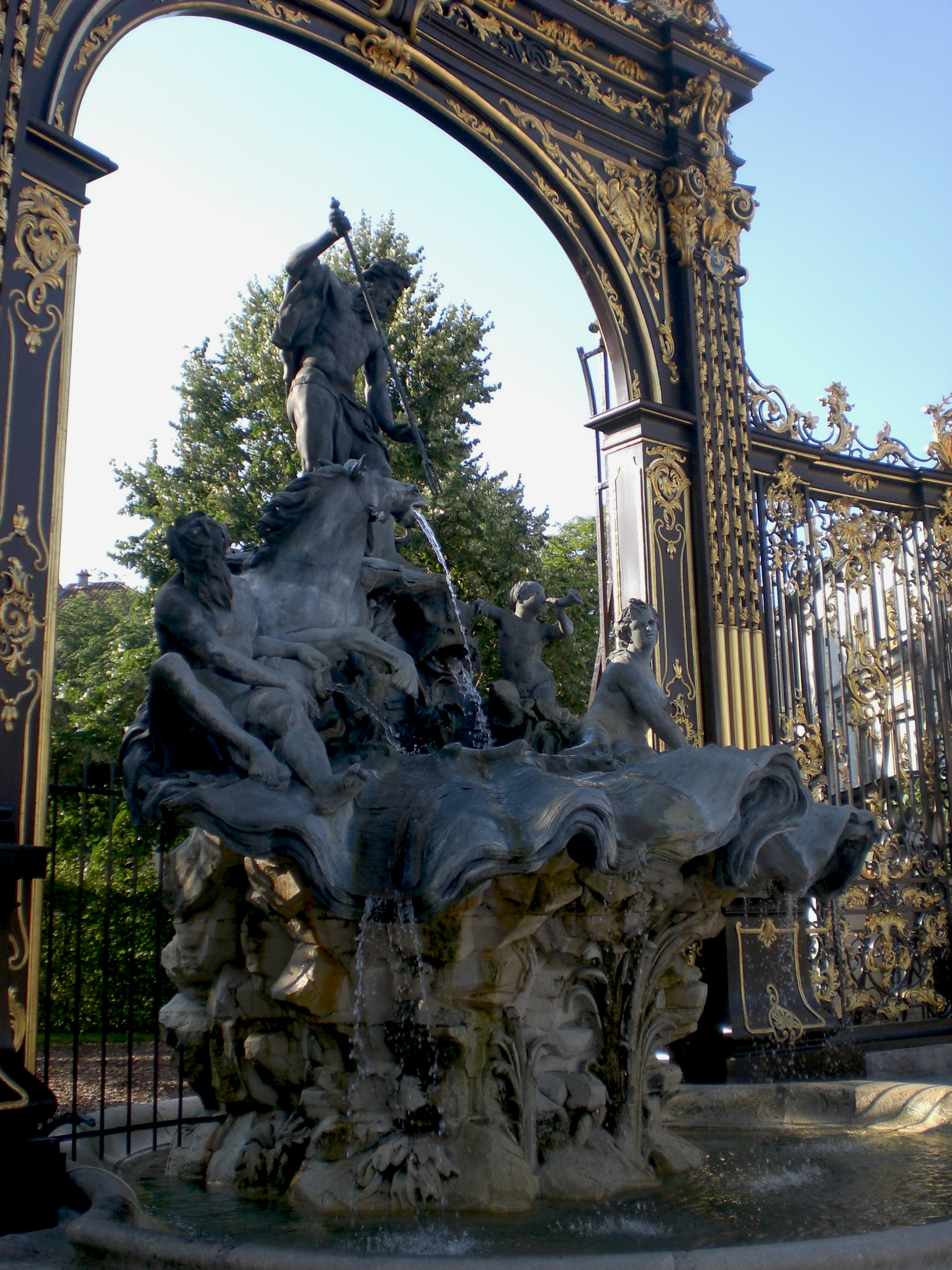
Fontana di Nettuno
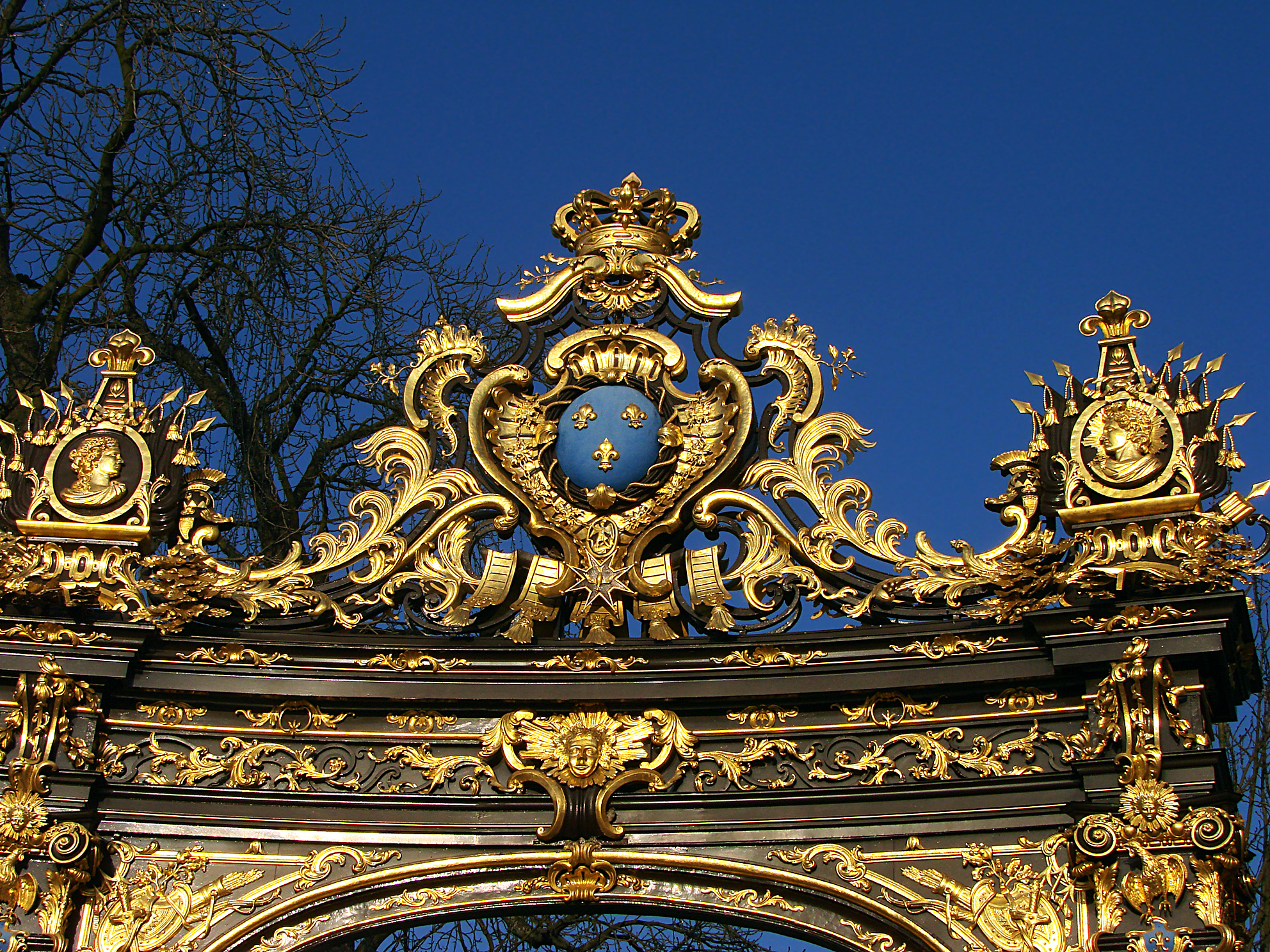
le cancellate di Jean Lamour
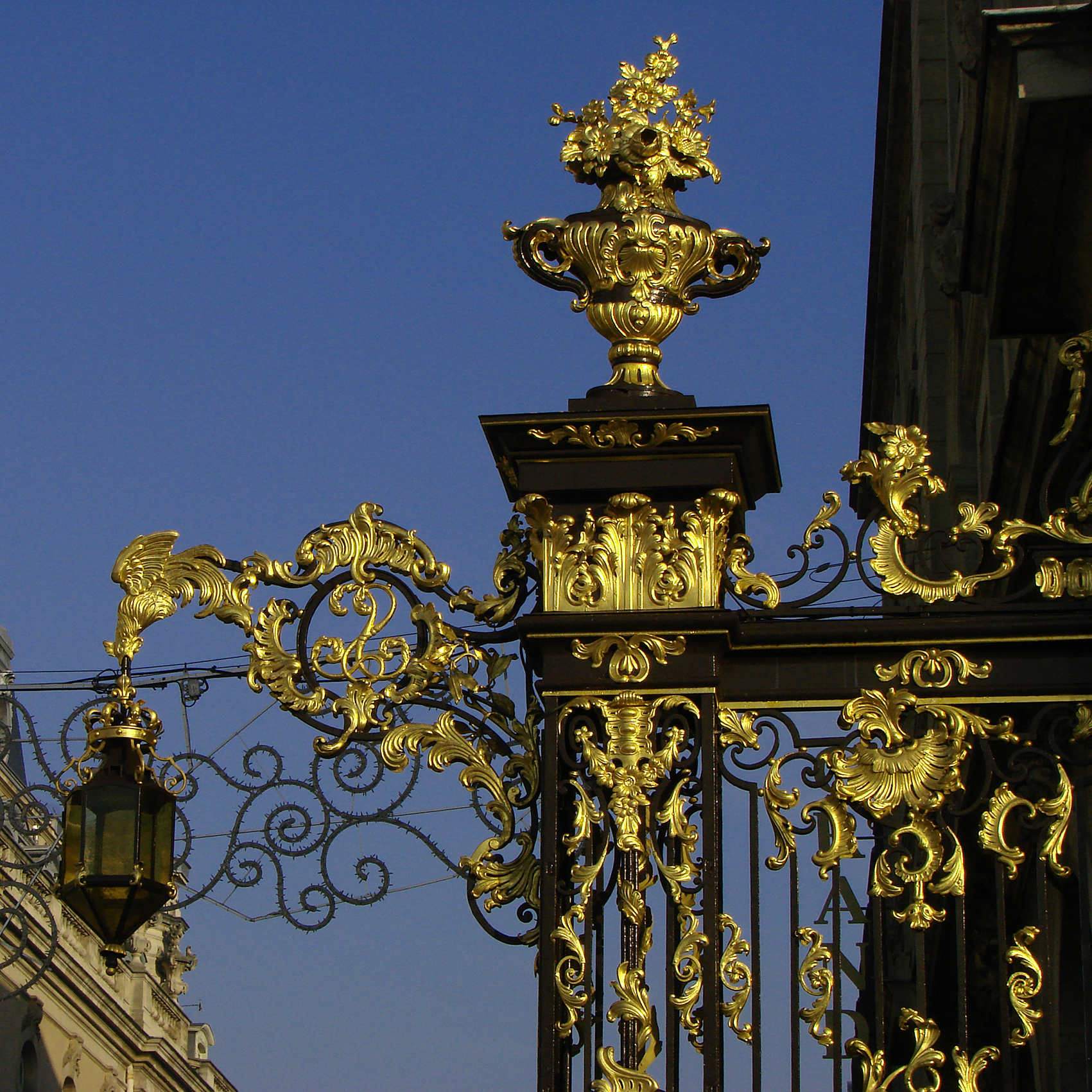
le cancellate di Jean Lamour
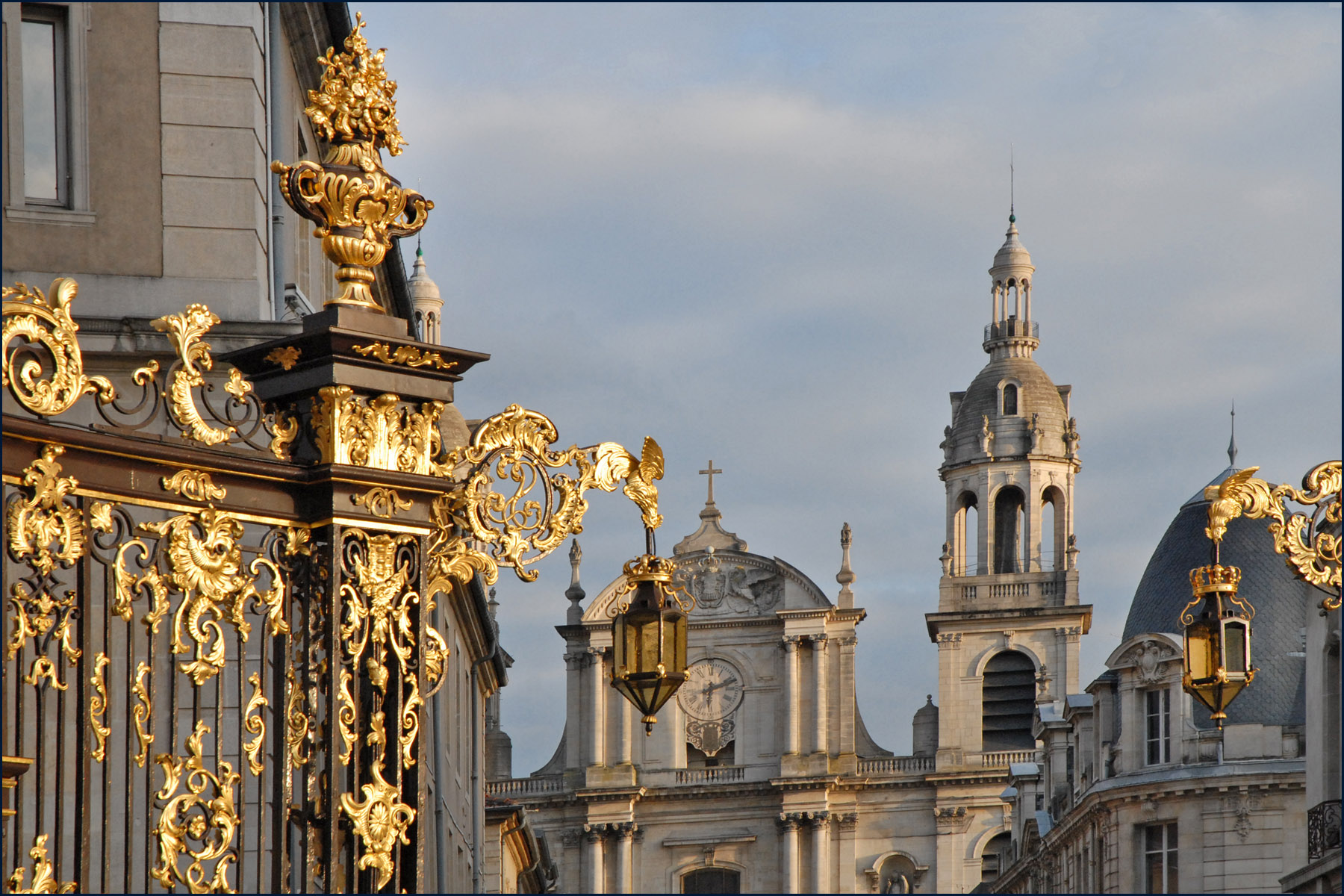
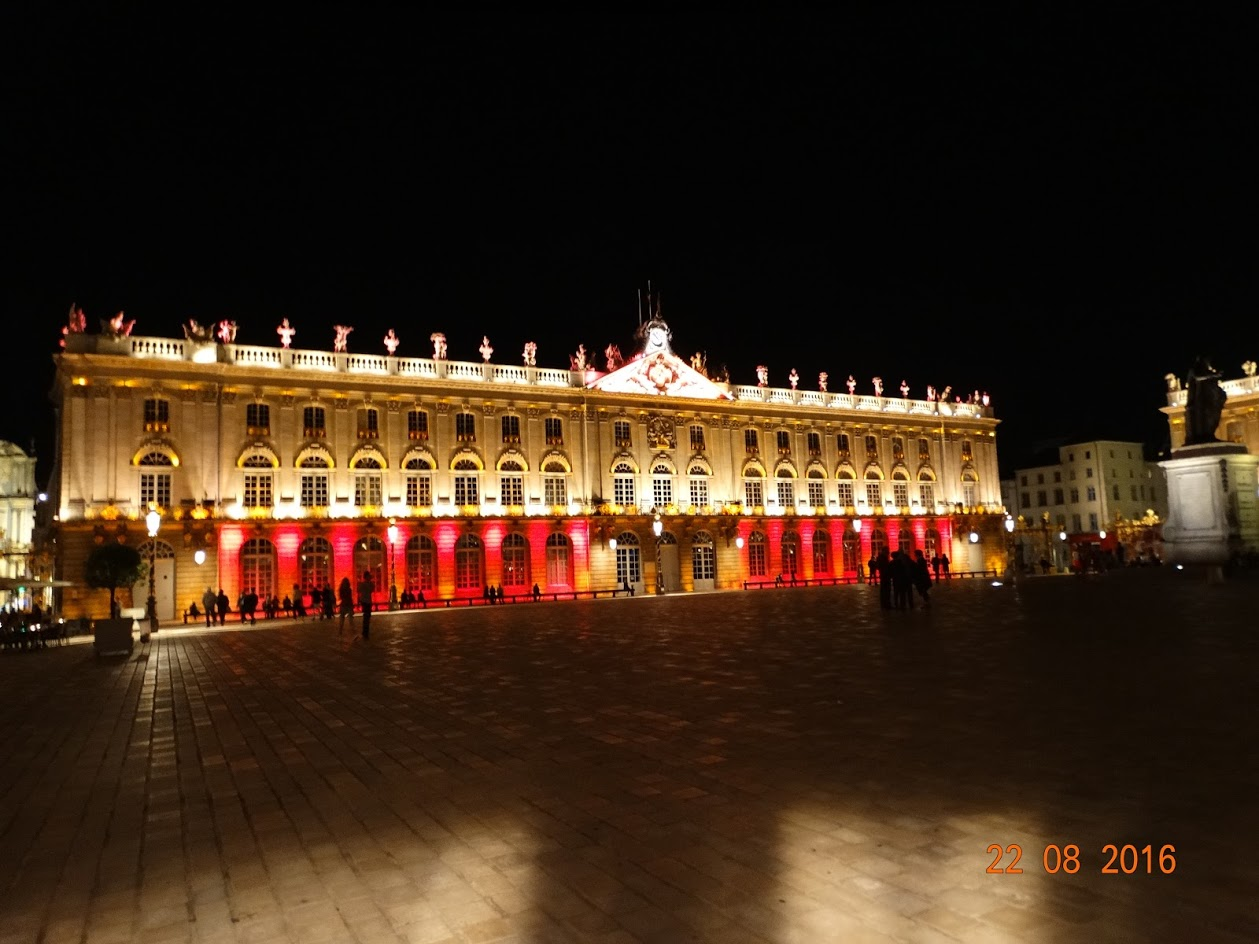
Place Stanislas à Nancy la nuit